# غالنتا
مدينة غالنتا (بالسلوفاكية: Galanta)‏ هي مدينة في غرب سلوفاكيا وتتبع إقليم ترنافا.

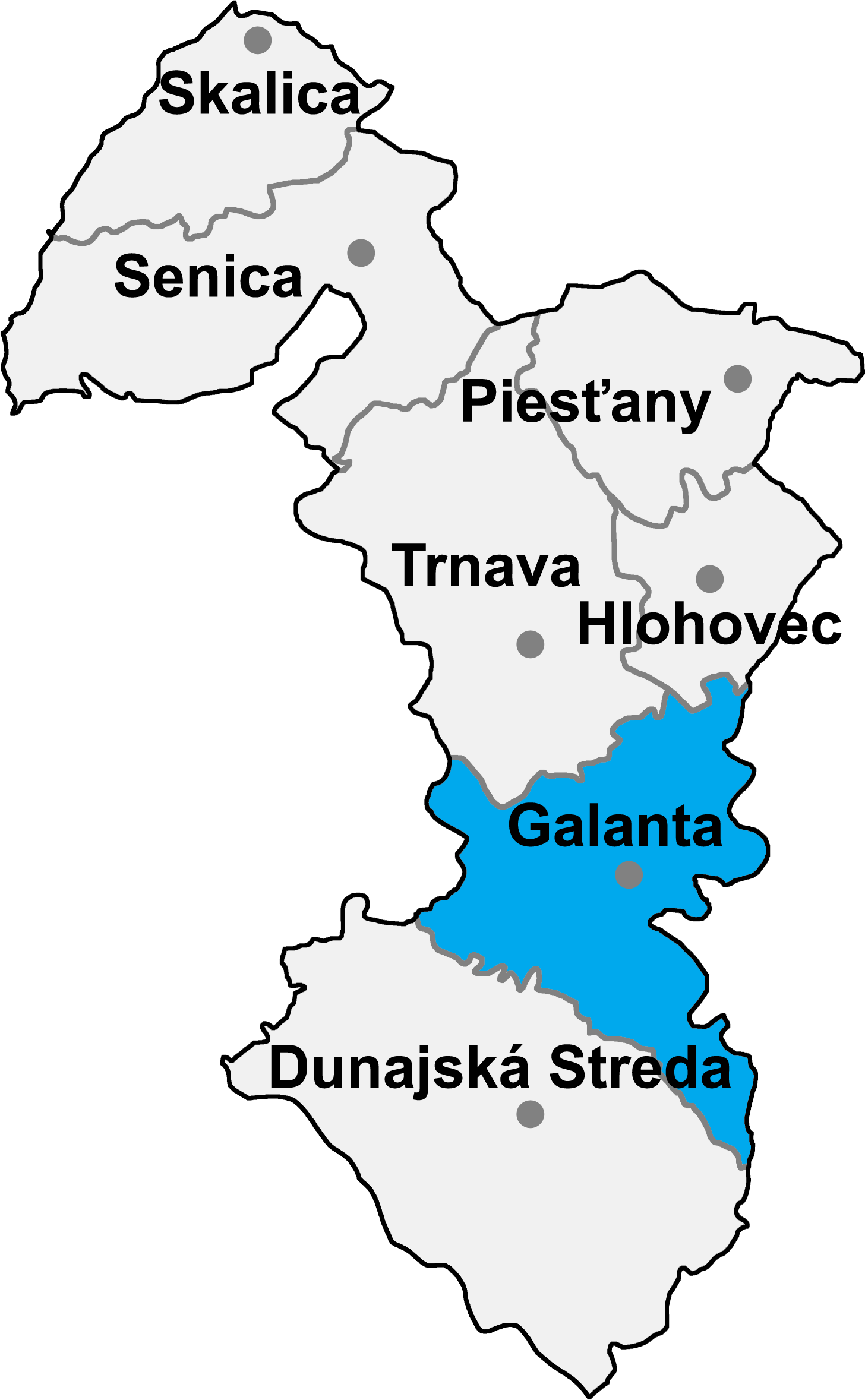
موقع غالنتا في إقليم ترنافا

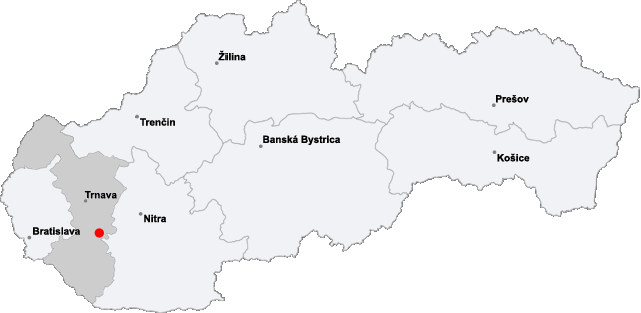
موقع غالنتا في سلوفاكيا

## توأمة
لغالنتا اتفاقيات توأمة مع كل من:
- بيتشي
- ألبيجناسيغو (بلدية)

## أعلام
- دانيال كيس
- فيرينك كاردوس
- إيفان بافيل
- نوربرت جومبوز